# 송광초등학교
송광초등학교는 대한민국 전북특별자치도 완주군에 있는 공립 초등학교이다.

## 학교 연혁
- 1956년 4월 24일 : 소양초등학교 송광분교장 인가
- 1960년 4월 8일 : 설립인가

## 참고 자료
- 송광초등학교 - 한국교육학술정보원 학교알리미